# 八千湘女上天山 (电视剧)
《八千湘女上天山》，2009年湖南卫视播出的军旅剧，以婦女進疆事件為題材，导演韩晓军，主演刘娴、卢卓婕、徐海鹏、习雪、斌子。

## 剧情
中华人民共和国建国初期，为了镇压边疆叛乱和分离势力，同时为了开发边疆沃土，更重要的是解决镇守边疆的20万中国人民解放军官兵的婚姻问题，中共新疆党组织筹划从湖南省抽调已经成年的女性前往边疆组建“革命家庭”，庄楚玉就是这八千被选中的湘女中的典型代表，当时她17岁，正值青春韶华，她的父亲是国民党，国民党丢失中国大陆领土之后，父亲决计带她去英属香港，逃避共产党的“镇压反革命”运动，但是女儿决心响应共产党的号召，去新疆组建“革命家庭”，并最终和一名共产党官员儿子徐放结为连理。

## 演出
- 刘娴 出演 庄楚玉
- 任重 出演 徐放
- 徐海鹏 出演 邱云捷
- 习雪 出演 谢采薇
- 卢卓婕 出演 龚细妹
- 斌子 出演 葛正雄

## 争议
有媒体认为该剧违背了“正史”，对原本艰难困苦的湘女入疆历史事件艺术虚构，同时没有全面看待中国国民党及中华民国政府，因而引发关注质疑。